# Knochenmorphogenetisches Protein 1
Knochenmorphogenetisches Protein 1 (BMP1) ist ein Protein, dessen Homologe in allen mehrzelligen Tieren nachgewiesen werden können. Beim Menschen hat BMP1 einerseits die Funktion eines Wachstumsfaktors, der die Differenzierung von Mesenchym-Zellen zu Osteoblasten auslösen kann, andererseits hat BMP1 enzymatische Aktivität: als Peptidase spaltet es die Vorstufen der Collagene I, II und III sowie von Apolipoprotein A1. Es ist daher wichtig für die Knorpelbildung und den reversen Cholesterintransport. BMP1 ist das einzige knochenmorphogenetische Protein, das nicht zur TGF-beta-Superfamilie (Transforming growth factor) von Zytokinen gehört. BMP1 gehört zu den Metalloproteasen.
BMP1-Inhibitoren haben in Zell- und Tierstudien das Potenzial gezeigt, in Narbencremes eingesetzt zu werden.